# あの日 昭和20年の記憶
あの日 昭和20年の記憶（あのひ しょうわ20ねんのきおく）は、NHKのBS2で2005年に放送された
ドキュメンタリー番組。1年間をかけて毎日放送された番組である。

## 番組概要
この番組では2005年が太平洋戦争（第二次世界大戦）の終戦からちょうど60年目に当たるということで、放送当時健在であった著名人に毎日1人ずつ登場し、その当時の思い出を語るのが主な内容である。60年前の1945年（昭和20年）のその日の出来事（讀賣報知・朝日・毎日のいずれかの記事紹介、他には京都新聞や山形新聞の紹介もあった）と著名人の日記（ほかに大本営機密戦争日誌、当時毎日新聞大阪本社記者だった藤田信勝の日記、最終回ではこの番組に出演した歌手ペギー葉山の当時の日記も）を交えて取り上げるものだった。
オープニングでは「60年前、日本人は今では想像もつかない日々を送っていた」というナレーションで番組が始まる。ナレーションは長谷川勝彦。
BShiと海外向けのNHKワールド・プレミアムでは1週間分をまとめて毎週日曜日（BShiでは原則として23:00 - 23:50だが時間は週により異なっていた。BShiでは副音声解説放送あり）に放送。また、3か月に1回の割合で90分の総集編も放送された（字幕放送あり、これについては総合テレビでも放送した）。
また、この番組に関連して8月15日（終戦の日）の1日を多角的に取り上げた90分番組『特集 あの日 昭和20年の記憶〜8月15日』を2005年8月14日に、年末には昭和20年の1年間を内田百閒、高見順、徳川夢声、高見順、山田風太郎など当時の作家などの日記で綴った110分番組『特集 あの日 昭和20年の記憶〜日記でたどる激動の1年』を2005年12月25日にBS2で放送した。
テーマ音楽を含む、全音楽を小倉昌浩が担当。
その後、2006年8月12日から16日にBShiで再放送され（3か月分の総集編と8月15日編の内容を放送）、終戦からちょうど65年目に当たる2010年8月15日にも8月15日編の内容がBS2で再放送された。

## 放送時間
いずれも日本標準時（JST）でBS2での放送。
本放送
- 月曜日 - 土曜日 6:50 - 7:00
- 日曜日 7:50 - 8:00

再放送
- 月曜日 - 金曜日 18:50 - 19:00
- 日曜日 0:00 - 0:10（土曜日深夜）
- 日曜日 22:50 - 23:00（最終回は23:45 - 0:00）

## テーマ音楽
- 小倉昌浩